# Елліністична Греція
38°30′ пн. ш. 23°00′ сх. д. / 38.5° пн. ш. 23° сх. д.
Історичним аспектам доби еллінізму поза Грецією присвячена стаття Елліністичний період, про культуру доби еллінізму йдеться у статті Елліністична цивілізація.
Елліністичний період в історії Греції тривав від смерті Александра Македонського в 323 до н. е. до приєднання Пелопоннесу та грецьких островів до Риму 146 до н. е. Хоча встановлення римського панування не завадило збереженню елліністичної культури, які практично не змінювалися до приходу християнства, воно призвело до кінця грецьку політичну незалежність.
Під час елліністичного періоду значення власне Греції у грецькій цивілізації різко впало. Значними центрами елліністичної культури були Александрія та Антіохія, столиці Єгипту Птолемеїв і Сирії Селевкідів відповідно.

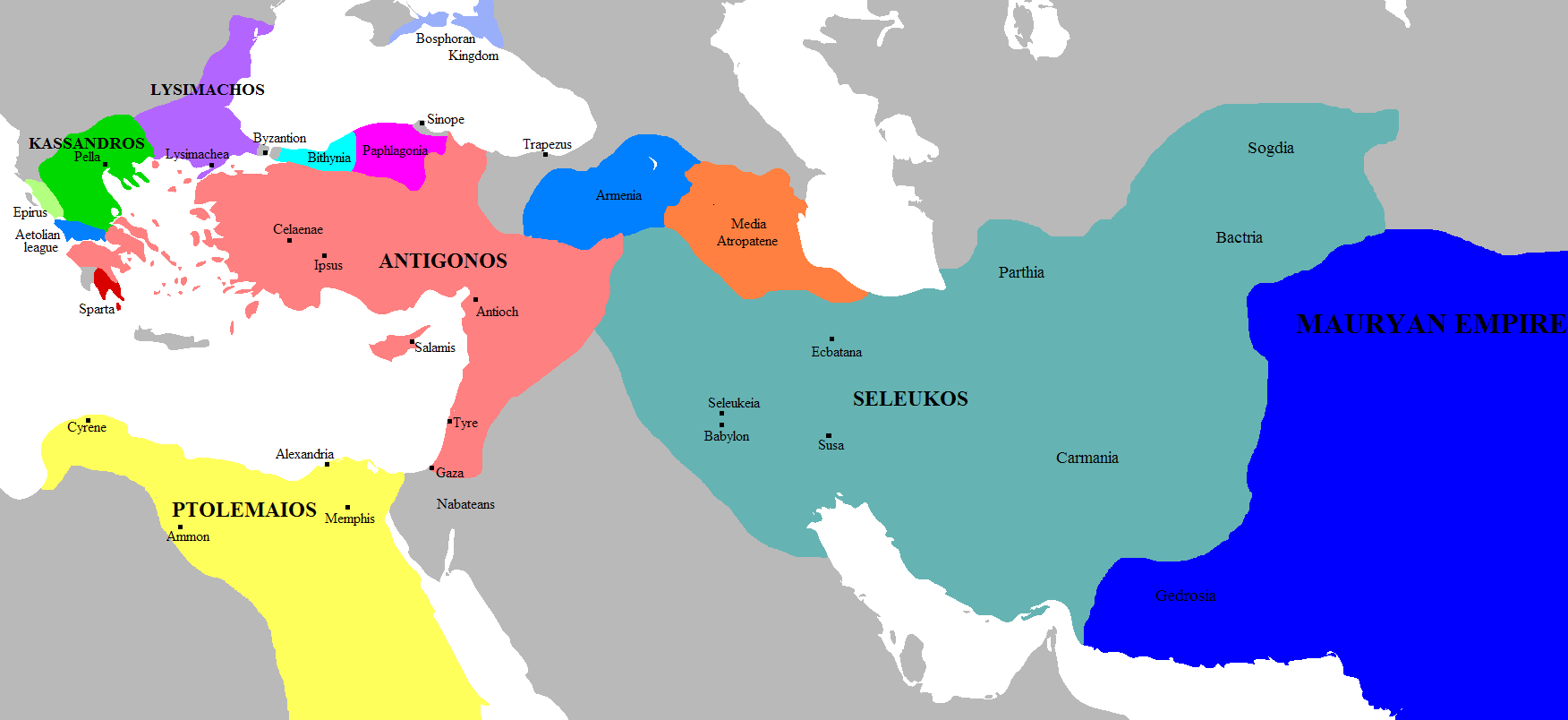
Греція під владою Кассандра і Антігона в 303 р. до н. е.

## Македонський період
Після смерті Александра Великого розпочався період загальної смути, чвар між його діадохами і власне розпаду імперії Александра, нашвидку складеної та недорозбудованої. Ефемерними виявились і дуже багато міст та поселень, заснованих завойовником з метою закріплення за собою придбаних війною далеких земель. Відчувався і брак заповіту Александра, який перейшов би від нього його наступникам. В Елладі смерть Александра викликала, так звану, Ламійскую війну, що скінчилась битвою при Кранноні, що у Фессалії і яка принесла із собою зміни афінської конституції в олігархічному сенсі і введення македонського гарнізону в Афінах.
Нещадністю та насиллям супроводжувалася переможна хода Антипатра і в інших регіонах Греції. По смерті Антипатра Греція стає предметом розбрату і війн декількох честолюбців і переходить від одного з них до іншого. У 306 до н. е. намісники Антигон I Одноокий, Деметрій I Поліоркет, Селевк І Нікатор, Птолемей I Сотер, Кассандр та Лісімах привласнюють собі царський титул, а в 301 до н. е. царство Антигона ділиться між Селевком та Лісімахом. У тому ж році в Греції йшла запекла боротьба спочатку між Кассандром і Деметрієм Поліоркетом, потім між останнім і цілою коаліцією царів. Коли Деметрій був вигнаний з Македонії і втік в Азію, син його Антигон Гонат зумів утримати за собою пелопоннеські володіння батька. До 279 до н. е. належить героїчна оборона від галльських завойовників союзними грецькими військами, причому найбільше відзначилися етоляни. Через два роки після цього Антигон запанував у Македонії, почавши собою династію македонських царів до Персея, останнього царя Македонії, включно.
Крім Македонії, в залежності від якої перебувала власне Греція, із завоювань Александра виникли царства Сирійське, Селевкідів, Єгипетське, Лагіді. У свою чергу із великих земель Сирії виділилися царства: Пергамське, Віфінське, Парфянське царство та ін. У землі, завойовані Александром, вирушали греки із власне Греції та стародавніх колоній та привносили свою мову, мистецтво, потяг до науки та літератури, а також громадські установи в найдальніші кути тодішнього світу. Афіни, Спарта, Коринф, Фіви залишилися далеко позаду нових центрів грецької освіченості: Антіохії, Пергама, Александрії, Сиракуз та ін.
Космополітизм став відмінною рисою творів грецького розуму. В цей же час почався формуватися переважно на чужині той тип грека (лат. Graeculus), жебрака та паразита, майстра на всі руки, який увічнений сатирою Ювенала. Незважаючи на виснаження і деморалізацію, внаслідок відпливу населення в далекі країни, на необхідність пристосовуватися до вимог деспотів і багатіїв, старі цивільні чесноти продовжували жити серед греків, менше порушених новим порядком речей.

## Федеративні союзи
Докладніше у статтях: Ахейський союз, Етолійський союз
III і II століття до н. е. ознаменувалися в історії Греції утворенням декількох союзів на федеративних засадах. Найбільшими були Ахейський союз у Пелопоннесі та Етолійський союз у середній Греції. Головне завдання союзів полягало у звільненні грецьких міст від македонських гарнізонів або тиранів і в забезпеченні їх від зазіхань македонських царів на майбутній час. Союзи були і раніше, навіть у глибоку давнину, але вони обмежувалися невеликими територіями і укладались у невеликих межах племен. Тільки тепер, на тлі багаторічної безперервної небезпеки, початки рівноправного союзу набули особливого значення та вироблену значною мірою організацію. Союзні влади в обох федераціях відали тільки загальносоюзними справи, не втручаючись у внутрішні відносини окремих союзних громад. Гегемона або чільної громади в цих союзах не було, громадяни союзних громад були в той же час громадянами союзу, що і виражалося у найменуваннях ахеян або етолян для громадян усіх союзних громад без різниці. Сам союз називався народом.
Обидві федерації були описані давньогрецьким істориком Полібієм. Оскільки Ахея було його батьківщиною, він змальовує її як силу, здатну врятувати Грецію. Етолійський союз, що звичайно ворогувау з Ахейським, постає безладним скопищем хижаків, що живуть грабунком і нападами. Насправді різниця між союзами полягала в організації і була дуже невеликою, виникала через різний ступінь громадянськості більшості громад, що входили до складу союзів. Перевага в цьому сенсі була на боці Ахейської федерації. Її союзна влада мала у своєму розпорядженні більшу силу та авторитетністю, ніж відповідні органи Етолійський союзу, в середовищі якого начальники окремих племен робили походи або здійснювали набіги на чужі землі і без відома союзної влади. Верховною установою, як у ахеян, так і у етолян були союзні збори громадян. Крім того, в обох союзах існували обмежені за складом ради або постійні комітети, які вели поточні справи союзу. Вищим представником виконавчої влади був союзний воєначальник, стратег. Питання війни та миру, договорів і спілок, прийому іноземних послів підлягали віданню союзної влади.
Ахейській союз був встановлений зусиллями Марга з Кирени близько 280 до н. е., і складався спочатку з 4 міст: Діма, Патри, Фари, Трітея, проте невдовзі об'єднав усі міста стародавньої Ахеї, а через 30 років по тому поширився за межі цієї області, після приєднання Сікіону. Винуватцем розширення союзу був Арат, який 16 або 17 разів обирався у союзні стратеги і протягом 30 років визначав союзну політику ахеян. З часом в союз увійшли Коринф, Мегара, Епідавр, Герміона та ін. Війна з Клеоменом (228—221 роки до н. е.) змусила Арата шукати підтримки тієї самої чужоземної сили, звільнення від якої проголошувалося метою об'єднавчого руху пелопоннесців. Ахейці уклали союз з Антигоном Досоном (223), який і явився в Пелопоннесі упорядником еллінських справ. Битва при Селласії (221 до н. е.), що позбавила Клеомена царської влади, а Спарту — всіх її завоювань, затвердила верховенство македонських царів над Грецією.

## Філіпп V Македонський
За спадкоємця Антигона, Філіппа V, спалахнула Союзницька війна між Ахейським союзом, якому допомагав Філіпп, та етолянами. У 217 до н. е. війна закінчилася миром, з огляду на серйозну небезпеку, яка загрожувала з боку Італії однаково як грекам, так і македонянам. Перше знайомство римлян з Грецією сягає 224 до н. е., коли вони рушили війною на іллірійських піратів, і греки дивилися на них як на своїх рятівників. Вже тоді римляни утвердилися на острові Керкірі та іллірійському узбережжі.
Приводом до найближчого втручання у справи Греції послужив для римського сенату союз Філіпа V з Ганнібалом в 215 до н. е. Ще не скінчилася Друга Пунічна війна, а римляни відкрили військові дії проти Філіпа на березі Іллірії. У 211 до н.е. римляни уклали союз з етолянами проти македонян. До цього союзу приєдналися елейці, мессеняни, лакедемоняни, цар Пергама Аттал, владики Фракії та Іллірії. Філіппа підтримували союзи Ахейський, Акарнанський і Епірський. У 205 до н. е. воюючі сторони примирилися, ще раніше етоляни уклали сепаратний мир з Філіппом. До цього ж часу належить блискуча перемога ахеян, з Філоппом на чолі, над спартанцями і їх тираном Набідом.

## Розширення Риму
Тільки після закінчення війни з Карфагеном римляни відновили свій наступ на греко-македонський схід, під виглядом війни з Філіппом, яка закінчилася повною поразкою останнього при Кіноскефалах у Фессалії. Полібій яскравими фарбами змалював надмірні захоплення, з якими греки вислухали заяву римського герольда на Істмійських святах у Коринфі, що за умовами миру, укладеного з Філіппом, звільняються всі грецькі держави, що знаходилися в залежності від Македонії.
Етоляни залишилися дуже незадоволені умовами миру. Інші греки швидко переконалися, що вони тільки змінили одного господаря на іншого, справа дійшла до нової війни етолян з римлянами, причому в союзі з етолянамі був цар Сирії Антіох III. У 191 до н. е. при Фермопілах Антіох був розбитий римлянами, а років через два після того й етоляни повинні були підкоритися Риму. Етолійський союз перестав існувати 189 до н. е.
Приблизно на цей час припадає розширення Ахейського союзу, керованого Філопеменом, на весь Пелопоннес. Спарта, Еліда, Мессенія були приєднані до союзу (191-190). Але як у Спарті, так і в Мессенії, існували сильні партії, які стояли за виділення цих областей з союзу. Невдоволені зверталися зі скаргами до Риму, який не відмовлявся від ролі посередника, судді та організатора Пелопоннесу. За його сприяння Мессенія відкололась від ахеян. Повернення Мессенії в союз коштувало життя Філопемена, а з його смертю посилилися внутрішні смути, багато стало й приводів до втручання римлян у справи союзу. Політична боротьба ускладнювалася соціально-економічної. У союзі боролися дві партії: одна, не оголошуючи відкритої війни Риму, намагалася зберегти за союзом можливу міру незалежності в діях, інша наполягала на визнанні верховенства Риму над союзом. Найвидатнішими представниками обох партій були Арістей і Каллікрат.

## Кінець грецької незалежності
Тим часом у римлян почалася третя війна проти Македонії, яка завершилась 168 до н. е. винищенням македонської армії при Підні. Македонія була оголошена вільною і поділена на 4 республіки, залежні від Риму. Співчуваючи Персеєві та бажаючи йому перемоги над небезпечнішим ворогом, греки, і зокрема Ахейський союз, точно дотримувалися нейтралітету. Але така поведінка не задовольняла більшість сенату.
У 167 до н. е. 1 000 ахеян без всякої провини були вивезені до Риму за підозрою у зраді. Серед полонених знаходився й історик Полібій. 17 років перебували греки в неволі, поки вцілілим було нарешті дозволено повернутися на батьківщину. Повернення полонених посилило розбрат у союзі. 149 до н. е. македоняни, на чолі із самочинним царем, який видавав себе за сина Персея, повстали проти римлян, але були переможені, і Македонія була перетворена на римську провінцію. Невдовзі після цього обурення Спарти проти союзних влади повело до рішучого втручання сенату в союзні відносини; на його вимогу, Спарта, Коринф, Аргос, Гераклея та Орхомен були відторгнені від союзу. Війна союзу проти Спарти була прийнята в Римі за виклик, і дві поразки, нанесені союзному війську у Локриді Метеллом і поблизу Коринфа - Муммієм, поклали кінець незалежного існування Греції. До серпня 146 до н. е. вона обернеться на римську провінцію, під ім'ям Ахая.